# جان كلود كاريير
جان كلود كاريير (بالفرنسية: Jean-Claude Carrière)‏ (و. 1931 – م) هو كاتب سيناريو، وكاتب، وكاتب مسرحي، وشاعر غنائي، من فرنسا.

## التعليم
تعلم في ثانوية لاكانال ‏، والمدرسة العادية العليا للمعلمين ‏.

## أعمال بارزة
من أهم أعماله:
- Valmont
- The Unbearable Lightness of Being.
- عودة كازانوفا

## جوائز وترشيحات
حصل على جوائز منها:
- جائزة إنجاز العمر لأكاديمية الأفلام الأوروبية [الإنجليزية]‏ (2016)
- جائزة الأوسكار لأفضل فيلم حي قصير، عن عمل: عيد زواج سعيد [الإنجليزية]‏.

ترشح لـ:
- جائزة الأوسكار لأفضل كتابة "سيناريو أصلي"، عن عمل: سحر البرجوازية الخفي
- جائزة الأوسكار لأفضل كتابة "سيناريو مقتبس"، عن عمل: نور الوجود غير المحمول [الإنجليزية]‏
- جائزة الأوسكار لأفضل كتابة "سيناريو مقتبس"، عن عمل: ذاك الشيء الغامض للرغبة [الإنجليزية]‏
- جائزة الأوسكار لأفضل فيلم حي قصير، عن عمل: عيد زواج سعيد [الإنجليزية]‏.

## وصلات خارجية
- جان كلود كاريير على موقع IMDb (الإنجليزية)
- جان كلود كاريير على موقع مونزينجر (الألمانية)
- جان كلود كاريير على موقع قاعدة بيانات الأفلام العربية
- جان كلود كاريير على موقع ألو سيني (الفرنسية)
- جان كلود كاريير على موقع ميوزك برينز (الإنجليزية)
- جان كلود كاريير على موقع أول موفي (الإنجليزية)
- جان كلود كاريير على موقع قاعدة بيانات برودواي على الإنترنت (الإنجليزية)
- جان كلود كاريير على موقع قاعدة بيانات الأفلام السويدية (السويدية)
- جان كلود كاريير على موقع ديسكوغز (الإنجليزية)
- جان كلود كاريير على موقع قاعدة بيانات الفيلم (الإنجليزية)